# 任谦
任谦（1906年—1985年6月19日），男，甘肃渭源人，中国近代政治人物。

## 生平
任谦早年曾在冯玉祥部任职。抗日战争时期，曾任平凉专署保安司令部副司令、第八战区参议。期间他利用其身份为中共地下党工作。1945年加入中国民主同盟。1948年加入中国共产党。同年5月其身份暴露后前往延安，任陕甘宁边区政府委员、民盟西北总支部工商部部长。1949年8月中国人民解放军占领兰州后，出任兰州市军管会副主任。
中华人民共和国成立后，历任西北军政委员会委员、西北大区民政部副部长、陕西省人民委员会副省长等职。1964年受到处分并被撤职。1979年中共中央撤销了对其的处分。此后出任甘肃省政协副主席、陕西省副省长、陕西省政协副主席等。1985年逝世。